# Вудвеј (Тексас)
Вудвеј (енгл. Woodway) град је у америчкој савезној држави Тексас. По попису становништва из 2010. у њему је живело 8.452 становника.

## Демографија
Према попису становништва из 2010. у граду је живело 8.452 становника, што је 281 (3,2%) становника мање него 2000. године.
| Група             | 2000.         | 2010.         |
| Белци             | 7.972 (91,3%) | 7.331 (86,7%) |
| Афроамериканци    | 195 (2,2%)    | 246 (2,9%)    |
| Азијати           | 163 (1,9%)    | 183 (2,2%)    |
| Хиспаноамериканци | 330 (3,8%)    | 587 (6,9%)    |
| Укупно            | 8.733         | 8.452         |